# کانگرز (نیویورک)
کانگرز (به انگلیسی: Congers) یک منطقهٔ مسکونی در ایالات متحده آمریکا است که در شهرستان راکلند، نیویورک واقع شده‌است. کانگرز ۱۰٫۰ کیلومتر مربع مساحت و ۸٬۳۶۳ نفر جمعیت دارد و ۵۴ متر بالاتر از سطح دریا واقع شده‌است.